# Tridentski sabor
Tridentski sabor je devetnaesti generalni sabor Katoličke Crkve. Održan je u razdoblju od 13. prosinca 1545. do 4. prosinca 1563. u Tridentu (današnji Trento u Italiji), kao odgovor na teološke i ekleziološke izazove što ih je postavila Reformacija. Na ovom je saboru potvrđen nauk Katoličke Crkve o spasenju, sakramentima, biblijskom kanonu, a nakon njega ujednačen je način slavljenja mise u cijeloj Crkvi.

## Prethodni događaji
Nakon što je papa Lav X. objavio papinsku bulu Exurge Domine (1520.), Martin Luther spalio je taj dokument i zatražio da se sazove opći sabor. Njemački zemaljski sabori pridružili su se 1522. tom zahtjevu, a ideju je podržavao i Karlo V., car Svetog Rimskog Carstva kao način ponovnog ujedinjenja Crkve i primirenja sukoba oko Reformacije.
Papa Klement VII. (1523. – 1534.) otvoreno se protivio ideji o sazivanju ekumenskog sabora, podržavajući u tome francuskoga kralja Franju I. Osim toga, nakon bule Execrabilis što ju je 1460. objavio papa Pio II., te njegovog odgovora Kölnskom sveučilištu 1463., u kojima je odbacio teoriju o vlasti općeg crkvenog sabora nad papom što ju je bio proklamirao Sabor u Konstanzu, svi su pape nastojali izbjeći sazivanje ekumenskog sabora.
Ipak, papa Pavao III. uvidio je da nije više riječ samo o nekoliko protestantskih propovjednika, nego da su i različiti knezovi i ostali vladari prihvatili nove ideje. Stoga je želio sazvati sabor, no kad je to predložio kardinalima, naišao je na jednoglasno odbijanje. Unatoč tome, poslao je nuncije širom Europe kako bi predstavio svoju zamisao. Francuska i većina njemačkih protestanata odbili su poziv. Budući da je Karlo V. inzistirao da se sabor održi, papa ga je sazvao prvotno u Mantovi, a potom u Trentu. U to je vrijeme to bio slobodan grad Svetog Rimskog Carstva s knezom-biskupom na čelu.

## Zasjedanja Tridentinskog sabora
Sabor je sazvan za 13. prosinca 1545., kada je svečano i otvoren u tridentskoj katedrali sv. Vigilija. U ožujku 1547., zbog straha od kuge, premješten je u Bolognu, a 17. rujna 1549. odgođen na neodređeno vrijeme. Ponovno ga je 1. svibnja 1551. u Trentu otvorio papa Julije III., no ubrzo je prekinut zbog pobjede Mauricija, saskoga vojvode, nad carem Karlom V. Na kraju je sabor 18. siječnja 1562. ponovno sazvao papa Pio IV., a konačno su zasjedanja završena 4. prosinca 1563.
Povijest sabora može se podijeliti u tri glavna razdoblja: od 1545. do 1549., od 1551. do 1552., i od 1562. do 1563. Najznačajnije je ovo posljednje razdoblje zbog donošenja dogmatskih dekreta. Broj sudionika rastao je prema završnim sjednicama sabora, a dekrete je potpisalo 255 sudionika, uključujući i četvoricu papinih izaslanika, dvojicu kardinala, trojicu patrijarha, 25 nadbiskupa i 168 biskupa. Od toga, dvije trećine bili su Talijani.

## Ciljevi sabora
Tridentinski sabor imao je dva glavna cilja: riješiti pitanje protestantizma i potaknuti obnovu u Crkvi.
Većina je sudionika sabora željela osuditi protestantski nauk, te definirati doktrinu Katoličke Crkve u svim točkama koje su bile dovedene u pitanje. Istina je da je car zamislio ovaj sabor kao priliku pruženu protestantima da ih se sasluša, pa je u vrijeme drugog razdoblja zasjedanja sabora (1551. – 1552.) omogućio da se dvaput pozovu protestanti, a sam je sabor izdao jamstveno pismo (na trinaestoj sjednici), te ponudio pravo na raspravu, ali ne i pravo glasa. Philipp Melanchthon i Johannes Brenz, s još nekoliko njemačkih protestanata, krenuli su 1552. prema Trentu, no, jer im nije zajamčeno pravo glasa, a i zbog sukoba saskoga vojvode i cara, nisu sudjelovali u sjednicama sabora.
Obnova u Crkvi trebala se postići uređivanjem crkvene discipline i uprave. Ova su pitanja donekle dotaknuta na Petom lateranskom saboru za papa Julija II. i Lava X., no problem je ostao prisutan, te se pokazao kao jedan od sekundarnih povoda Reformacije.

## Tijek sabora
Održano je dvadeset i pet javnih sjednica, no gotovo polovica od njih odnosile su se na formalnosti. Glavnina posla obavljala se u odborima i kongregacijama, a čitavo vođenje sabora bilo je u rukama papinih izaslanika. Sabor je donio odluke kako bi se suzbile neke od najočitijih zloporaba, a uveo je i reformu u pitanju dijeljenja oprosta, što je bilo jedno od glavnih pitanja na početku Reformacije. Isto tako, donijete su odluke o obnovi redovničkog života, o školovanju klera, o obvezi biskupa da prebiva u svojoj biskupiji, te o zabrani dvoboja. Premda je nekolicina sudionika pokazivala umjerenu naklonost prema stavovima reformatora o prvenstvu Svetoga pisma i o opravdanju samom vjerom, sabor ni u čemu nije izašao ususret protestantima.
Odlučeno je, tako, da Crkva ima posljednju riječ u tumačenju Svetog pisma, a kršćanin koji se ne bi podložio crkvenom tumačenju imao je biti proglašen heretikom. Usto, Biblija i crkvena Predaja ravnopravni su izvori objave.
Protiveći se Lutherovom nauku o spasenju samo po vjeri, sabor je naglasio da se do spasenja dolazi vjerom i djelima.
Također je odlučeno da su oprosti ispravni izrazi vjere.

## Dekreti i kanoni
Doktrinalne odluke sabora podijeljene su u dekrete koji sadrže pozitivne izjave o dogmama, te u kanone koji osuđuju određene protestantske poglede, te se zaključuju riječima »anathema sit« (neka bude anathema).

### O Svetom pismu
Ponajprije je sabor potvrdio vrijednost Nicejsko-carigradskog vjerovanja izvorni tekst na WikIzvoru: [[s:tekst|tekst]] (treća sjednica), a potom je (na četvrtoj sjednici) izglasan i dekret po kojem su deuterokanonske knjige ravnopravni dio Svetog pisma (protiv Lutherova smještanja tih knjiga među apokrife). Latinski prijevod Biblije, Vulgata, potvrđen je kao autoritativan tekst Svetog pisma. Zatim je donesen dekret da svaki katolik koji ne priznaje da je Adam povijesna osoba i da je izbačen iz Edena nakon grijeha koji je naškodio cijelom čovječanstvu spada pod antanemu na 5. sjednici(17.6.1546.). Tako je Katolička Crkva podržala kreacionizam tj. doslovno čitanje Biblije.

### O opravdanju
Za opravdanje je rečeno da se zadobiva vjerom i djelima (na šestoj sjednici), što se protivi protestantskom nauku o opravdanju po samoj vjeri. Također je odbačen i nauk o tome da čovjek može tek pasivno prihvaćati djelovanje milosti.

### O sakramentima
Od svih saborskih dekreta, najveću težinu imaju oni o sedam svetih sakramenata. Potvrđeno je svih sedam sakramenata, a za Euharistiju je naglašeno da je istinska žrtva i sakrament (na 13. i 22. sjednici), u kojem je u kruhu i vinu, po posvetnoj molitvi, Krist »stvarno, istinski i bitno prisutan.« Premda se na saboru govorilo i o transupstancijaciji, ovaj izraz skolastičke teologije nije postao dijelom dogme. Riječ je o izrazu kojega su reformatori naročito kritizirali, te su umjesto njega predlagali, primjerice, izraz »konsupstancijacija« (tako Martin Luther).
Misna žrtva može se, prema odluci sabora, prikazati za žive i za mrtve. Također je potvrđeno da je Krist apostolima predao svećeničku vlast riječima izgovorenim na Posljednjoj večeri: »Ovo činite meni na spomen.« Potvrđen je i običaj pričesti laika pod samo jednom prilikom (samo kruhom), ostavljajući papi pravo da odluči drugačije.
Sveti red označen je kao »neizbrisiv pečat« (23. sjednica) na duši. Svećeništvo Novog zavjeta zauzima, prema Tridentinskom saboru, mjesto starozavjetnog levitskog svećeništva.
U dekretima o ženidbi (24. sjednica), naglašena je uzvišenost celibata za klerike, osuđen je konkubinat, a za valjanost braka odlučeno je da mora biti sklopljen pred svećenikom i dvoje svjedoka. Također je odlučeno da, u slučaju razvoda, nevina strana može ponovno sklopiti brak tek nakon smrti supruga ili supruge, pa i kad je riječ o preljubu.

### Ostala pitanja
Na posljednjoj, 25. sjednici, potvrđen je nauk o Čistilištu, kao i običaj zazivanja zagovora svetaca, te štovanje relikvija. Također je potvrđena i praksa davanja oprosta, uz određivanje nekih preporuka na tom polju, kako ne bi došlo do zloporaba.
Na 18. sjednici (1562.) sabor je imenovao odbor koji je imao sastaviti indeks zabranjenih knjiga, no taj je posao na kraju prepušten papi, kao što je bio slučaj i s pripravom katekizma, te obnovom brevijara i misala.

### Ratifikacija odluka
Papa Pio IV. potvrdio je 26. siječnja 1564. papinskom bulom Benedictus Deus odluke Tridentinskog sabora, te zatražio od katolika da ih se strogo pridržavaju, te pod prijetnjom ekskomunikacije zabranio svako njihovo neovlašteno tumačenje, pridržavajući to pravo samo papi.

## Nakon sabora
Indeks zabranjenih knjiga (Index librorum prohibitorum) objavljen je 1564., a s papinom su dozvolom izašli Ispovijest tridentinske vjere i Tridentinski katekizma (1566.), Brevijar (1568.), Misal (1570.), te novo izdanje Vulgate (1590. i 1592.).
Saborski su dekreti objavljeni u Italiji, Portugalu, Poljskoj, te u katoličkim zemljama u Njemačkoj na Augsburškom saboru 1566. U Španjolskoj, Nizozemskoj i na Siciliji prihvatio ih je španjolski kralj Filip II., ako ne utječu na njegove kraljevske ovlasti. U Francuskoj kralj je službeno prihvatio samo doktrinalne odluke sabora, a disciplinske su prihvaćene na mjesnim crkvenim sinodima. U Engleskoj nije bilo pokušaja objave odluka sabora, a Pio IV. poslao je pismo s dekretima škotkoj kraljici, no ona se nije usudila objaviti ih zbog opasnosti koja joj je prijetila od Johna Knoxa i reformatora.

## Poveznice
- Reformacija
- Protureformacija
- Martin Luther
- Karlo V., car Svetog Rimskog Carstva

## Vanjske poveznice
Dekreti Tridentskog sabora